# Архипенко, Евгений Порфирьевич
Евгений Порфирьевич Архипенко (15 марта 1884, Кагарлык — 14 июля 1959, Дорнштадт) — украинский политический и государственный деятель. Министр земледелия и министр народного хозяйства УНР. Один из лидеров Украинской Народно-республиканской партии.

## Биография
Родился в городе Кагарлык (Киевская губерния). С раннего детства увлекся пчеловодством. Окончил Санкт-Петербургский электротехнический институт (1908 год), Петровскую сельскохозяйственную академию (1910 год).
В 1906—1910 годах издавал журналы «Украинское пчеловодство» в Санкт-Петербурге и «Пашня» в Киеве. В 1912 году с сотрудниками журнала «Пашня» создал Украинскую крестьянскую партию (ВСП). Был одним из лидеров Украинской Народно-республиканской партии. Являлся приват-доцентом Киевского Украинского государственного университета.
С февраля по апрель 1919 года — министр земледелия в правительстве Сергея Остапенко. В 1919—1920 годах — министр земледелия в правительстве Бориса Мартоса и министр народного хозяйства в правительство Вячеслава Прокоповича.
С 1921 года находился в эмиграции в Польше. Издавал журнал «Сельский Мир» во Львове и «Украинский пасечник» на Волыни. С 1944 года жил в Германии.
Автор учебников по пчеловодству и научных трудов, посвященных геральдике.
Являлся учредителем и фактически возглавлял организацию «Української Родовідної Установи», издавал журнал «Род и Знамя», привлекая к сотрудничеству известных ученых по генеалогии и геральдики, таких как М. Миллер, В. Сенютович-Бережной, М. Битинский и другие. Рисунки гербов, иногда выполнял известный художник В. Кричевский.
За несколько лет до смерти стал издавать журнал «Крестьянин Украины».
Умер в городе Дорнштадт. Его архив храниться в Колумбийском университете Нью-Йорка.